# Trzynastokąt

Trzynastokąt foremny

Trzynastokąt foremny (inaczej triskaidekagon) – wielokąt wypukły, który ma trzynaście boków jednakowej długości oraz trzynaście równych kątów. Każdy z nich ma miarę około 152,308°, zaś suma wszystkich kątów wewnętrznych jest równa 1980°.
Skonstruowanie trzynastokąta foremnego za pomocą zwykłego cyrkla oraz linijki jest niemożliwe (zob. twierdzenie Gaussa-Wantzela). Jest ono jednak wykonalne przy użyciu tzw. konstrukcji neusis, w której można stosować obracającą się linijkę z podziałką.
Pole powierzchni trzynastokąta foremnego o boku {\displaystyle a} wyraża się wzorem:
{\displaystyle P={\frac {13}{4}}a^{2}\operatorname {ctg} {\frac {\pi }{13}}\approx 13{,}1858\cdot a^{2}.}